# Brandis
Pour les articles homonymes, voir Brandis (homonymie).
Brandis est une ville de Saxe (Allemagne), située dans l'arrondissement de Leipzig, dans le district de Leipzig.

## La plus grosse centrale solaire photovoltaïque du monde
Depuis avril 2007 jusqu'en décembre 2009, s'est construite sur une ancienne base aérienne de l'Allemagne de l'Est d'une superficie de 110 ha ce qui était la plus grosse centrale photovoltaïque du monde à la date de sa mise en service. Elle produit 40 GWh par an, alimentant ainsi 10 000 foyers.

## Personnalités liées à la ville
- Christian Ludwig Nitzsch (1782-1837), zoologiste né à Beucha.